# Oliver Owcza

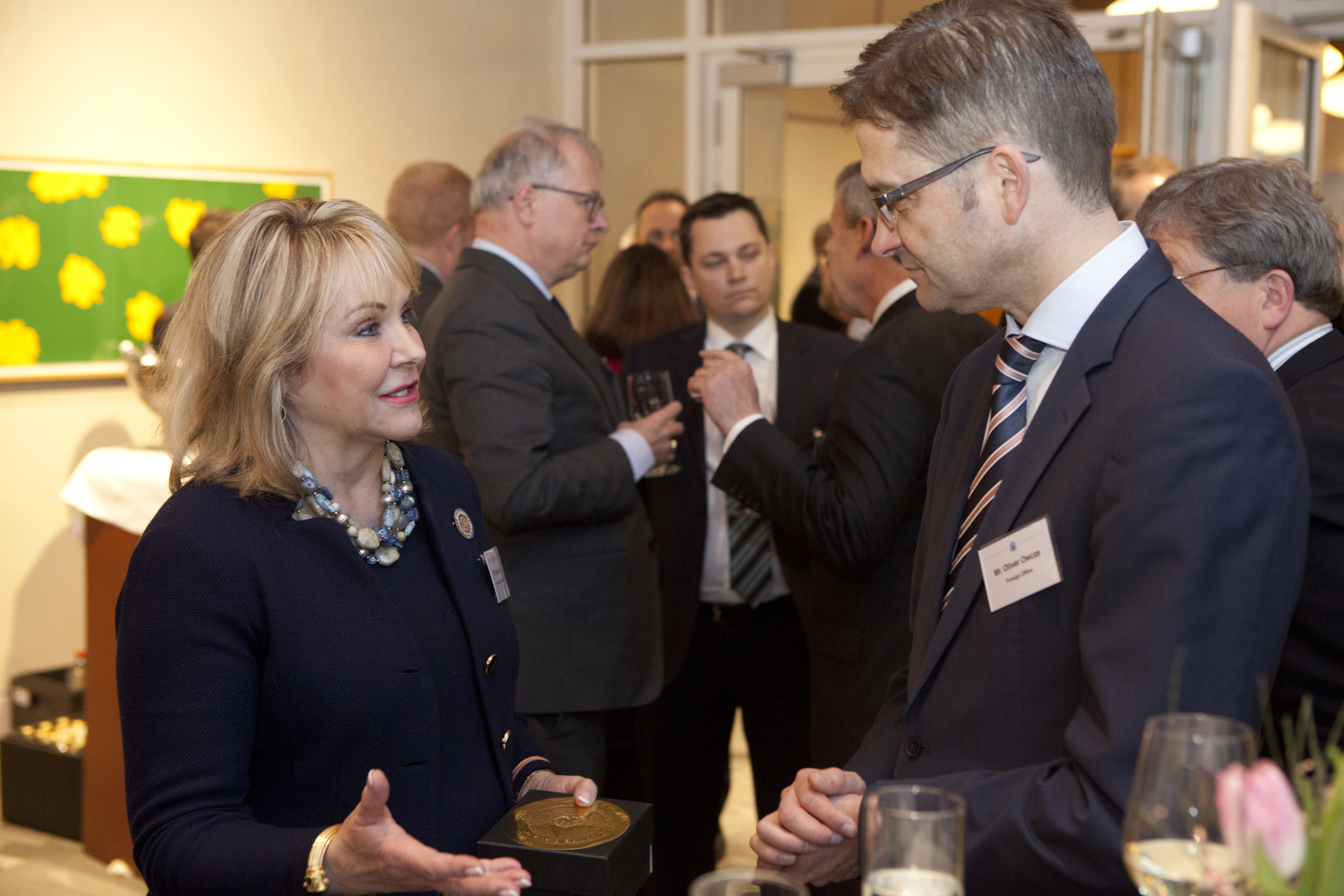
Oliver Owcza, rechts (2017)

Oliver Owcza (* 2. Juli 1965 in Berlin) ist ein deutscher Diplomat. Er war von 2018 bis 2021 deutscher Botschafter in Libyen und von 2021 bis 2025 Leiter des deutschen Vertretungsbüros Ramallah.

## Leben
Nach dem Abitur an absolvierte er von 1984 bis 1985 den Grundwehrdienst. Von 1985 bis 1987 durchlief er eine Berufsausbildung zum Bankkaufmann. Von 1987 bis 1992 studierte er Volkswirtschaft und Europäisches Management in Köln und Paris. 1993 trat er in den auswärtigen Dienst. Von 1995 bis 1998 war er an der Botschaft Mexiko-Stadt. Von 1998 bis 2000 wurde er mit politischer Öffentlichkeitsarbeit des Auswärtigen Amtes in Bonn beschäftigt.
Von 2000 bis 2003 war er an der Ständigen Vertretung bei der NATO in Brüssel. Von 2003 bis 2005 war er politischer Berater des Supreme Headquarters Allied Powers Europe in Mons, Belgien. Von 2005 bis 2008 war er zeitweise Geschäftsträger in Abu Dhabi (Vereinigte Arabische Emirate). Von 2008 bis 2012 war er Stellvertretender Referatsleiter Humanitäre Hilfe. Von 2012 bis 2014 war er zeitweise Geschäftsträger in Kabul. Von 2014 bis 2015 war er Fellow der Harvard University in Cambridge (Massachusetts).
Von 2015 bis 2017 leitete er das Referat USA / Kanada im Auswärtigen Amt. Von 2017 bis 2018 leitete er das Referat Afghanistan / Pakistan.
Von 2018 bis 2021 war er in Tripolis deutscher Botschafter in Libyen.
Von 2021 bis 2025 bekleidete er das Amt des Leiters des deutschen Vertretungsbüro in Ramallah, das in den Palästinensischen Autonomiegebieten im Westjordanland liegt.